# Operazioni militari alleate della guerra del Vietnam (1967)
Questa pagina contiene una lista delle operazioni militari condotte nel 1967 durante la guerra del Vietnam dalle forze statunitensi o dai loro alleati.
| Durata                          | Nome                                                  | Descrizione | Luogo                                                                                                |
| ------------------------------- | ----------------------------------------------------- | --- | --- |
| 1967                            | Operazione Auburn I                                   | Operazione del 7º reggimento Marines nel "rocket belt" | attorno Đà Nẵng, provincia di Quang Nam                                                              |
| 1967 – 1972                     | Operazione Dump Truck                                 | Dispiegamento di mine antiuomo nell'ambito dell'operazione Igloo White | |
| 1967 – 1972                     | Operazione Phoenix                                    | Campagna di assassinii dei quadri Vietcong organizzata dalla CIA | Vietnam del Sud                                                                                      |
| Gennaio                         | Operazione Garden City                                | Operazione della 1ª brigata della 9ª divisione fanteria | vicino a Dong Tam, provincia di Long An                                                              |
| Gennaio                         | Operazione Lam Son 45                                 | Operazione della 1ª divisione ARVN | Thua Thien e provincia di Quang Tri                                                                  |
| 1 – 31 gennaio                  | Operazione Camden I                                   | Missione del 5º battaglione del Royal Australian Regiment | Villaggio di Hoa Long, sud di Nui Dat                                                                |
| 1º gennaio – 5 aprile           | Operazione Sam Houston                                | Operazione search and destroy e di sorveglianza dei confini condotta dalla 2ª brigata, 4ª divisione fanteria e dalla 3ª brigata, 25ª divisione fanteria; supplementare all'operazione Paul Revere IV | Provincia di Pleiku e provincia di Kon Tum                                                           |
| 2 gennaio                       | Operazione Bolo                                       | Operazione USAF per camuffare il segnale radio degli F-4 facendolo sembrare quello di un F-105 per ingannare i MiG della VPAF | Vietnam del Nord                                                                                     |
| 3 – 31 gennaio                  | Operazione Mang Ho VIII                               | Operazione della Capital Division sudcoreana | strada statale 1, provincia di Phu Yen                                                               |
| 4 – 7 gennaio                   | Operazione Niagara Falls                              | Operazione search and destroy della 173ª brigata aviotrasportata | Provincia di Binh Duong                                                                              |
| 4 – 9 gennaio                   | Operazione Lincoln (I corpo)                          | Operazione search and destroy del 2º battaglione del 5º reggimento Marines | Provincia di Quang Nam                                                                               |
| 5 – 7 gennaio                   | Operazione Niagara Falls                              | Operazione della 1ª divisione fanteria di supporto all'operazione Cedar Falls | Tra il fiume Thi Thanh e la strada statale 13, est del triangolo di Ferro                            |
| 5 – 8 gennaio                   | Operazione County Fair 1-25                           | Operazione del 2º battaglione del 1º reggimento Marines | Provincia di Quang Nam                                                                               |
| 5 – 9 gennaio                   | Operazione Fitchburg                                  | Operazione search and destroy della 196ª brigata fanteria leggera di supporto all'operazione Cedar Falls | Boschi di Ho Bo, provincia di Tay Ninh                                                               |
| 6 – 15 gennaio                  | Operazione Deckhouse V/Operazione Song Than           | Operazione del 1º battaglione del 9º reggimento Marines e del 3º e 4º battaglione dei Marines sudvietnamiti supportata dall'HMM-362 (Marine Heavy Helicopter Squadron 362 – 362º squadrone elicotteri pesanti dei Marines) basato sulla nave d'assalto anfibio Iwo Jima                                                                              | Provincia di Kien Hoa                                                                                |
| 6 gennaio – 31 maggio           | Operazione Palm Beach                                 | Operazione search and destroy e costruzione di un campo base portato avanti dalla 3ª brigata, 9ª divisione fanteria, dal 3º battaglione del 39º reggimento fanteria e dal 2º e 3º battaglione del 60º reggimento fanteria | Dong Tam, provincia di Dinh Tuong, zona tattica del IV corpo                                         |
| 7 – 9 gennaio                   | Operazione County Fair 1-28                           | Operazione del 3º battaglione del 1º reggimento Marines | Provincia di Quang Nam                                                                               |
| 7 – 19 gennaio                  | Operazione Silver Lake                                | Operazione search and destroy della 3ª brigata della 9ª divisione fanteria | Province di Biên Hòa e Provincia di Long Khánh                                                       |
| 8 – 26 gennaio                  | Operazione Cedar Falls                                | Operazione per attaccare le posizioni Vietcong condotta dalla 25ª divisione fanteria, dalla 1ª divisione fanteria, dall'11º reggimento cavalleria corazzato e da unità ARVN | Triangolo di Ferro, provincia di Binh Duong                                                          |
| 9 – 10 gennaio                  | Operazione Caloundra                                  | Operazione contro i villaggi VC del 5º battaglione del Royal Australian Regiment | Bình Ba, 7 km a nord lungo la strada statale 2                                                       |
| 9 – 12 gennaio                  | Operazione County Fair 1-29                           | Operazione del 1º battaglione del 1º reggimento Marines | Provincia di Quang Nam                                                                               |
| 10 gennaio                      | Operazione Glen Burnie                                | Operazione dell'11º reggimento cavalleria corazzato e del 52º ARVN Rangers | Villaggio di Binh Loc, provincia di Long Khánh                                                       |
| 10 – 28 gennaio                 | Operazione Wollongong                                 | Operazione search and destroy del 5º battaglione del Royal Australian Regiment, 6º battaglione del Royal Australian Regiment, 1st APC Squadron e del 3º squadrone SAS australiano | Provincia di Phuoc Tuy                                                                               |
| 20 – 22 gennaio                 | Operazione County Fair 1-32                           | Operazione del 2º battaglione del 1º reggimento Marines | Provincia di Quang Nam                                                                               |
| 20 – 22 gennaio                 | Operazione County Fair 14                             | Operazione del 2º battaglione del 1º reggimento Marines | Provincia di Quang Nam                                                                               |
| 21 gennaio – 7 febbraio         | Operazione Ma Doo I                                   | Operazione del 28º reggimento della ROK 9th Infantry Division sudcoreana | Provincia di Phu Yen                                                                                 |
| 22 gennaio – 2 febbraio         | Operazione Stark                                      | Operazione delle forze speciali dell'esercito USA nell'ambito del progetto OMEGA | Zona tattica del II corpo                                                                            |
| 24 – 25 gennaio                 | Operazione Clevele                                    | Operazione search and destroy del 2º battaglione del 4º reggimento Marines | Provincia di Quang Nam                                                                               |
| 24 – 28 gennaio                 | Operazione Tuscaloosa                                 | Operazione search and destroy 2º battaglione del 5º reggimento Marines | 24 km a sud-ovest di Danang, provincia di Quang Nam                                                  |
| 25 – 28 gennaio                 | Operazione Maryle                                     | Operazione del 1º battaglione del 3º reggimento Marines | Provincia di Thua Thien-Hue                                                                          |
| 25 gennaio - 7 febbraio         | Operazione Lafayette                                  | Operazione search and destroy del 1º, 2º e 3º battaglione del 1º reggimento Marines | Provincia di Quang Nam                                                                               |
| 26 gennaio – 23 marzo           | Operazione Farragut                                   | Operazione search and destroy della 1ª brigata della 101ª divisione aviotrasportata | Province di Binh Thuan, Ninh Thuan e Lam Dong                                                        |
| 26 gennaio – 7 aprile           | Operazione DeSoto II                                  | Operazione search and destroy del 3º battaglione del 7º reggimento Marines | Provincia di Quang Ngai                                                                              |
| 27 – 30 gennaio                 | Operazione Colby                                      | Operazione dell'11º reggimento cavalleria corazzato, della 1ª brigata della 9ª divisione fanteria e del 3º battaglione del 5º reggimento cavalleria | Nord di Phu My                                                                                       |
| 27 – 31 gennaio                 | Operazione Bullseye V                                 | Ricognizione del 2ª brigata della 1ª divisione cavalleria e del 40º reggimento ARVN | sudwestern Bong Son Plain, Bing Dinh Province                                                        |
| 27 gennaio – 3 febbraio         | Operazione Iola                                       | Operazione del 3º squadrone del 5º reggimento cavalleria per permettere lo spostamento della 9ª divisione fanteria da Vũng Tàu a Bear Cat | Lungo la strada statale 15                                                                           |
| 28 – 31 gennaio                 | Operazione Seymour                                    | Operazione search and destroy del 5º battaglione del Royal Australian Regiment | Colline di Nui Dinh, provincia di Phuoc Tuy                                                          |
| 29 – 31 gennaio                 | Operazione Baek Ma I                                  | Operazione search and destroy della ROK 9th Division sudcoreana | Provincia di Khanh Hoa                                                                               |
| 29 gennaio – 1º febbraio        | Operazione County Fair 1-30                           | Operazione del 3º battaglione del 1º reggimento Marines | Provincia di Quang Nam                                                                               |
| 29 gennaio – 16 febbraio        | Operazione Big Spring                                 | Operazione search and destroy della 1ª brigata della 9ª divisione fanteria e della 173ª brigata aviotrasportata | Zona tattica del III corpo                                                                           |
| 30 gennaio – 1º febbraio        | Operazione Trinity                                    | Operazione search and destroy del 1º battaglione del 7º reggimento Marines | Provincia di Quang Ngai                                                                              |
| 31 gennaio – 3 febbraio         | Operazione Clay                                       | Operazione search and destroy del 1º battaglione del 5º reggimento Marines | Provincia di Quang Tri                                                                               |
| 31 gennaio – 9 febbraio         | Operazione Searcy                                     | Operazione search and destroy della 1ª divisione fanteria | Zona tattica del III corpo                                                                           |
| Febbraio                        | Operazione Eagle's Claw 800 (Operazione Đại Bàng 800) | Operazione search and destroy della 1ª divisione cavalleria, della 22ª divisione ARVN e della Capital Division sudcoreana | Provincia di Binh Dinh                                                                               |
| Febbraio                        | Operazione Highrise                                   | Bombardamenti di postazioni dell'esercito nordvietnamita (NVA) | Dentro ed a nord della DMZ                                                                           |
| Febbraio                        | Operazione Lam Son 46                                 | Operazione della 1ª divisione ARVN | Province di Thua Thien e Quang Tri                                                                   |
| 1 – 8 febbraio                  | Operazione Tamborine                                  | Imboscata del 6º battaglione del Royal Australian Regiment lungo la strada statale 23 | Tra il distretto di Dat Do e Song Tre, provincia di Phuoc Tuy                                        |
| 1 – 9 febbraio                  | Operazione Independence                               | Operazione search and destroy del 1º battaglione del 1º reggimento Marines, del 2º battaglione del 4º reggimento Marines, del 2º battaglione del 5º reggimento Marines e del 1º e 2º battaglione del 26º reggimento Marines | Provincia di Quang Nam                                                                               |
| 1 – 15 febbraio                 | Operazione Gatling                                    | Operazione search and destroy della 1ª brigata della 101ª divisione aviotrasportata | Province di Lam Dong, Binh Tuy e Binh Thuan                                                          |
| 1º febbraio – 18 marzo          | Operazione Prairie II                                 | Operazione search and destroy del 1º, 2º e 3º battaglione del 3º reggimento Marines, del 3º battaglione del 4º reggimento Marines, del 1º e 3º battaglione del 9º reggimento Marines e del 2º battaglione del 26º reggimento Marines per evitare l'entrata della 324ª divisione nordvietnamita nella provincia di Quang Tri                          | DMZ, attorno Battaglia di Con Thien e Gio Linh                                                       |
| 3 – 21 febbraio                 | Operazione Gadsden                                    | Operazione della 25ª divisione fanteria, della 196ª brigata fanteria e della 3ª brigata della 4ª divisione fanteria diretta contro i reggimenti Vietcong 271 e 272, 70º della guardia e 680º da addestramento | Vicino ai villaggi di Lo Go e Xom Giua, 30 km a nord-ovest di Tay Ninh                               |
| 4 – 15 febbraio                 | Operazione Muncie                                     | Ricognizione in forze dell'11º reggimento cavalleria corazzato | strada statale 15 fino a Ba Ria e strada statale 2 da Ba Ria a Duc Thanh e Cam My                    |
| 5 – 24 febbraio                 | Operazione Green Leaf                                 | Operazione search and destroy statunitense | Zona tattica del III corpo                                                                           |
| 7 febbraio – 31 marzo 1968      | Operazione Lam Son 67                                 | Operazione della 2ª e 3ª brigata della 1ª divisione fanteria, della 5ª e 18ª divisione ARVN e del 3º battaglione dei Marines sudvietnamiti | Biên Hòa e provincia di Binh Duong                                                                   |
| 11 – 22 febbraio                | Operazione Stone                                      | Operazione search and destroy del 1º, 2º e 3º battaglione del 1º reggimento Marines, del 2º battaglione del 4º reggimento Marines, del 2º battaglione del 5º reggimento Marines e del 2º battaglione del 26º reggimento Marines | Provincia di Quang Nam                                                                               |
| 12 febbraio – 19 gennaio 1968   | Operazione Pershing                                   | Operazione della 1ª divisione cavalleria, della 3ª brigata della 25ª divisione fanteria, della Capital Division sudcoreana e della 22ª divisione ARVN diretta contro la 610ª divisione nordvietnamita altre unità Vietcong (VC) | Province di Binh Dinh e Quang Ngai                                                                   |
| 13 – 14 febbraio                | Operazione Beaumaris                                  | Operazione del 5º battaglione del Royal Australian Regiment | Villaggio di An Nhut, tra il distretto di Long Dien e il distretto di Dat Do, provincia di Phuoc Tuy |
| 13 febbraio – 11 marzo 1968     | Operazione Enterprise                                 | Operazione della 9ª divisione fanteria | Provincia di Long An                                                                                 |
| 14 – 17 febbraio                | Operazione Tucson                                     | Operazione della 1ª e 3ª brigata della 1ª divisione fanteria e del 5º reggimento della 9ª divisione fanteria contro il 272º battaglione VC e il battaglione "Phu Loi" | Sud-ovest della provincia di Binh Long vicino alla piantagione di gomma Michelin                     |
| 16 febbraio                     | Operazione Bunker Hill                                | Operazione della 3ª brigata della 9ª divisione fanteria | Provincia di Dinh Tuong                                                                              |
| 16 febbraio                     | Operazione Dalby                                      | Operazione search and destroy aviotrasportata condotta dal 6º battaglione del Royal Australian Regiment | Area immediatamente a nord di Dat Do, provincia di Phuoc Tuy                                         |
| 16 febbraio – 3 marzo           | Operazione Deckhouse VI                               | Operazione search and destroy in due fasi condotta dal 1º battaglione del 4º reggimento Marines e dall'HMM-363 tesa a potenziare l'operazione DeSoto | Sud-est della provincia di Quang Ngai                                                                |
| 16 febbraio – 20 marzo          | Operazione River Raider                               | Operazione search and destroy del 3º battaglione del 47º reggimento fanteria | Zona speciale di Rung Sat                                                                            |
| 16 febbraio – 13 giugno         | Operazione Chapman                                    | Operazione search and destroy del 1º e 2º battaglione del 2º reggimento fanteria | Zona speciale di Rung Sat                                                                            |
| 17 – 18 febbraio                | Operazione Bribie                                     | Operazione search and destroy del 6º battaglione del Royal Australian Regiment per intrappolare i VC in ritirata verso est dopo il fallimento di una loro imboscata lungo la strada statale 44 tra Dat Do e Lang Phuoc Hai | Ap My An, provincia di Phuoc Tuy                                                                     |
| 17 – 22 febbraio                | Operazione Giant Dragon                               | Operazione search and destroy della 2nd Marine Brigade sudcoreana | Provincia di Quang Ngai                                                                              |
| 17 – 22 febbraio                | Operazione Lien Ket 81                                | Operazione search and destroy della 2ª divisione ARVN | Provincia di Quang Ngai                                                                              |
| 17 – 28 febbraio                | Operazione Chinook II                                 | Operazione della 3ª divisione Marines. In quest'operazione morì lo scrittore Bernard B. Fall, ucciso da una mina VC | Street Without Joy, provincia di Thua Thien-Hue                                                      |
| 18 – 22 febbraio                | Operazione Renmark                                    | Operazione search and destroy del 5º battaglione del Royal Australian Regiment | Colline di Long Hai                                                                                  |
| 19 febbraio – 14 maggio         | Operazione Ala Moana                                  | Operazione della 25ª divisione fanteria | Hua Nghai, Province di Tay Ninh e Binh Duong                                                         |
| 20 febbraio                     | Operazione Breywine                                   | Operazione search and destroy della 3ª brigata della 9ª divisione fanteria | Provincia di Dinh Tuong                                                                              |
| 22 febbraio – 14 maggio         | Operazione Junction City                              | Operazione della 3ª brigata della 4ª divisione fanteria, della 196ª brigata fanteria, della 173ª brigata aviotrasportata, dell'11º reggimento cavalleria corazzato, del 1º e 5º battaglione VNMC e del 35º e 36º reggimento Ranger ARVN | Provincia di Tay Ninh                                                                                |
| 23 – 27 febbraio                | Operazione Pulaski                                    | Operazione search and destroy del 2º battaglione del 4º reggimento Marines | Provincia di Quang Nam                                                                               |
| 25 – 28 febbraio                | Operazione Lanoke                                     | Operazione search and destroy del 2º battaglione del 5º reggimento Marines | Provincia di Quang Nam                                                                               |
| 25 febbraio – 2 marzo           | Operazione Pittsburg                                  | Attacchi della 1ª brigata della 9ª divisione fanteria per localizzare ed annientare l'attività VC | Biên Hòa                                                                                             |
| 3 marzo – 3 aprile              | Operazione Blackjack 23                               | Operazione della Mobile Guerilla Force | Ovest della zona tattica del II corpo                                                                |
| 3 marzo – 3 aprile              | Operazione Dawes                                      | Operazione delle forze speciali dell'esercito USA nell'ambito del progetto OMEGA | Zona tattica del II corpo                                                                            |
| 3 marzo – 3 aprile              | Operazione Knox                                       | Operazione delle forze speciali dell'esercito USA nell'ambito del progetto DELTA | Zona tattica del II corpo                                                                            |
| 4 – 22 marzo                    | Operazione Hancock Queen                              | Operazione del 3º battaglione del 503º reggimento aviotrasportato e del 3º battaglione del 506º reggimento aviotrasportato | Province di Binh Thuan, Binh Tuy e Lam Dong                                                          |
| 6 – 7 marzo                     | Operazione Ayr                                        | Operazione search and destroy del 6º battaglione del Royal Australian Regiment | Vicino a Bình Ba, provincia di Phuoc Tuy                                                             |
| 7 marzo – 8 aprile              | Operazione Waialua                                    | Operazione search and destroy della 2ª brigata della 25ª divisione fanteria | Hau Nghia, province di Tay Ninh e Long An                                                            |
| 8 marzo – 18 aprile             | Operazione Oh Jak Kyo I                               | Collegamento della zona di competenza della Capital Division sudcoreana con quella della 9ª divisione fanteria sudcoreana | Provincia di Phu Yen                                                                                 |
| 10 – 12 marzo                   | Operazione Yuba                                       | Operazione search and destroy del 2º battaglione del 4º reggimento Marines | Provincia di Quang Nam                                                                               |
| 13 – 18 marzo                   | Operazione Tippecanoe                                 | Operazione search and destroy del 1º battaglione del 5º reggimento Marines | Provincia di Quang Ngai                                                                              |
| 15 – 18 marzo                   | Operazione Webster                                    | Operazione search and destroy del 3º battaglione del 7º reggimento Marines | Provincia di Quang Nam                                                                               |
| 15 marzo – 30 aprile            | Operazione Blackjack 24                               | Operazione della Mobile Guerilla Force | Ovest della zona tattica del II corpo                                                                |
| 18 marzo – 21 aprile            | Operazione Makalapa                                   | Operazione search and destroy della 1ª e 2ª brigata della 25ª divisione fanteria | Provincia di Hau Nghia                                                                               |
| 19 marzo – 19 aprile            | Operazione Prairie III                                | Operazione search and destroy del 3º battaglione del 3º reggimento Marines, del 1º e 3º battaglione del 4º reggimento Marines, del 1º e 3º battaglione del 9º reggimento Marines e del 2º battaglione del 26º reggimento Marines contro la 324ª e 341ª divisione nordvietnamita                                                                      | DMZ                                                                                                  |
| 20 marzo – 3 aprile             | Operazione Beacon Hill                                | Operazione della 3ª divisione Marines | Provincia di Quang Tri                                                                               |
| 20 marzo – 17 aprile            | Operazione Portsea                                    | Operazione search and destroy della 1ª brigata del 9º reggimento cavalleria, dell'11º reggimento cavalleria corazzato, del 5º e 6º battaglione del Royal Australian Regiment, del 43º reggimento ARVN e del 35º battaglione Ranger ARVN | Provincia di Phuoc Tuy                                                                               |
| 20 marzo – 5 luglio 1972        | Operazione Popeye                                     | Inseminazione delle nuvole da parte dell'USAF | Sopra il sentiero di Ho Chi Minh                                                                     |
| 21 – 25 marzo                   | Operazione New Castle                                 | Operazione search and destroy del 2º battaglione del 5º reggimento Marines | Provincia di Quang Nam                                                                               |
| 23 – 24 marzo                   | Operazione Early                                      | Operazione search and destroy del 1º battaglione del 1º reggimento Marines | Provincia di Quang Nam                                                                               |
| 23 – 27 marzo                   | Operazione Perry                                      | Operazione search and destroy del 2º battaglione del 7º reggimento Marines | Provincia di Quang Ngai                                                                              |
| 29 marzo – 29 aprile            | Operazione Summerall                                  | Operazione search and destroy della 1ª brigata della 101ª divisione aviotrasportata | Province di Darlac, Khanh Hoa e Phu Yen                                                              |
| Aprile – 11 maggio              | Operazione Spearhead                                  | Operazione search and destroy del 4º battaglione del 47º reggimento fanteria e della Task Force 117 | Zona speciale di Rung Sat                                                                            |
| Aprile inoltrato                | Operazione Daniel Boone                               | Ricognizione del MACVSOG per verificare sospette concentrazioni, vie di infiltrazioni e basi di rifornimento nemiche | Cambogia orientale                                                                                   |
| 1 – 10 aprile                   | Operazione Andover                                    | Operazione dell'11º reggimento cavalleria corazzato | Provincia di Hua Nghai, vicino al villaggio di Tan Hoa                                               |
| 2 aprile                        | Operazione Harvest Moon                               | Operazione del 5th Special Forces Group | Zona tattica del III corpo                                                                           |
| 4 – 17 aprile                   | Operazione Dayton                                     | Operazione search and destroy della 173ª brigata aviotrasportata | Province di Binh Tuy e Long Khánh                                                                    |
| 4 – 21 aprile                   | Operazione Big Horn II                                | Operazione search and destroy del 2º battaglione del 4º reggimento Marines, del 1º, 2º e 3º battaglione del 9º reggimento Marines e del 2º battaglione del 26º reggimento Marines | Provincia di Thua Thien-Hue                                                                          |
| 5 – 10 aprile                   | Operazione Canyon                                     | Operazione search and destroy del 1º battaglione del 1º reggimento Marines, del 2º battaglione del 25º reggimento Marines e del 2º battaglione del 26º reggimento Marines | Quang Nam e Provincia di Quang Tri                                                                   |
| 5 aprile – Oct 12               | Operazione Francis Marion                             | Operazione della 1ª e 2ª brigata della 4ª divisione fanteria e della 173ª brigata aviotrasportata contro la 1ª e 10ª divisione nordvietnamita | Alture occidentali della provincia di Pleiku                                                         |
| 7 – 10 aprile                   | Operazione Dixie                                      | Operazione search and destroy del 2º battaglione del 5º reggimento Marines | Provincia di Quang Nam                                                                               |
| 7 – 22 aprile                   | Operazione Lejeune                                    | Operazione search and destroy della 3ª brigata della 25ª divisione fanteria, della 2ª e 3ª brigata della 1ª divisione cavalleria e del 3º battaglione del 7º reggimento Marines | Provincia di Quang Ngai                                                                              |
| 8 aprile                        | Operazione Hop Tac VII                                | Operazione search and destroy della 2ª brigata della 9ª divisione fanteria | Provincia di Dinh Tuong                                                                              |
| 8 – 30 aprile                   | Operazione Oregon                                     | Spostamento di unità | Dalla zona tattica del III corpo a quella del I corpo                                                |
| 9 – 10 aprile                   | Operazione Dazzlem                                    | Difesa di Camp Radcliffe messa in atto dalla 1ª divisione cavalleria | Provincia di Binh Dinh                                                                               |
| 13 – 17 aprile                  | Operazione Humboldt                                   | Operazione search and destroy del 3º battaglione del 1º reggimento Marines | Provincia di Quang Nam                                                                               |
| 15 aprile – 26 maggio           | Operazione Blackjack 25                               | Operazione della Mobile Guerilla Force | Ovest della zona tattica del II corpo                                                                |
| 15 aprile – 26 maggio           | Operazione Blackjack                                  | Operazione del 5th Special Forces Group e della Mobile Guerilla Force 876 | |
| 16 aprile – 15 maggio           | Operazione Buckner                                    | Operazione delle forze speciali dell'esercito USA nell'ambito del progetto OMEGA | Ovest della zona tattica del II corpo                                                                |
| 17 aprile                       | Operazione Lawrence                                   | Operazione search and destroy della 196ª brigata fanteria | Zona tattica del I corpo                                                                             |
| 18 – 30 aprile                  | Operazione Newark                                     | Operazione search and destroy del 1º battaglione del 503º reggimento aviotrasportato lungo il fiume Song Be | Biên Hòa e provincia di Binh Duong                                                                   |
| 19 – 21 aprile                  | Operazione County Fair 1-34                           | Operazione search and destroy del 1º battaglione del 1º reggimento Marines e del 4º battaglione del 5º reggimento ARVN | Provincia di Quang Nam                                                                               |
| 19 aprile – 31 maggio           | Operazione Prairie V                                  | Operazione search and destroy del 2º e 3º battaglione del 3º reggimento Marines, del 1º e 3º battaglione del 4º reggimento Marines, del 1º, 2º e 3º battaglione del 9º reggimento Marines e del 2º battaglione del 26º reggimento Marines | Provincia di Quang Tri                                                                               |
| 20 – 23 aprile                  | Operazione Golden Fleece 196-1                        | Operazione del 3º battaglione del 21º reggimento fanteria | Provincia di Quang Ngai                                                                              |
| 20 aprile – 17 maggio           | Operazione Prairie IV                                 | Prosieguo dell'operazione Hickory | Sud-ovest di Con Thien, a nord di Leatherneck Square                                                 |
| 20 aprile – 21 marzo 1968       | Operazione Kittyhawk                                  | Operazione della 9ª divisione fanteria, dell'11º reggimento cavalleria corazzato e del 3º squadrone del 5º reggimento cavalleria | Distretto di Long Khánh                                                                              |
| 21 – 25 aprile                  | Operazione Gre                                        | Operazione search and destroy del 3º battaglione del 7º reggimento Marines | Provincia di Quang Nam                                                                               |
| 21 aprile – 17 maggio           | Operazione Union I/Operazione Lien Ket 102            | Operazione search and destroy del 1º e 2º battaglione del 1º reggimento Marines, del 1º e 3º battaglione del 5º reggimento Marines e del 1º gruppo Ranger ARVN | Valle di Que Son, province di Quang Nam e Quang Tin                                                  |
| 21 aprile – 21 maggio           | Operazione Shawnee                                    | Operazione search and destroy del 2º battaglione del 4º reggimento Marines, del 2º battaglione del 9º reggimento Marines e del 2º battaglione del 26º reggimento Marines | Provincia di Thua Thien-Hue                                                                          |
| 22 aprile                       | Operazione Beau Diddley                               | Operazione anfibia del 2º battaglione del 3º reggimento Marines e delle Swift Boat | Zona tattica del I corpo                                                                             |
| 23 aprile – 15 maggio           | Operazione Manhattan                                  | Operazione search and destroy della 3ª brigata della 1ª divisione fanteria, della 3ª brigata della 4ª divisione fanteria, della 1ª e 2ª brigata della 25ª divisione fanteria e dell'11º reggimento cavalleria corazzato | Boschi di Boi Loi e foresta di Long Nguyen, a nord del triangolo di Ferro, provincia di Binh Duong   |
| 26 aprile – 1º maggio           | Operazione Puckapunyal                                | Operazione search and destroy del 7º battaglione del Royal Australian Regiment supportato dalla 1ª brigata della 161ª batteria del Royal Regiment of New Zealand Artillery | Provincia di Phuoc Tuy                                                                               |
| 26 aprile – 12 maggio           | Operazione Beacon Star                                | Operazione della 3ª divisione Marines | Provincia di Quang Tri, vicino a Khe Sanh                                                            |
| 26 aprile – 22 maggio           | Operazione Hancock I                                  | Operazione search and destroy del 3º battaglione dell'8º reggimento fanteria e del 45º reggimento ARVN | Nord di Ban Me Thuot, provincia di Dak Lak                                                           |
| 27 aprile – 24 maggio           | Operazione Blackjack 33                               | Operazione del 5th Special Forces Group | Distretto di Chau Duc                                                                                |
| 28 aprile – 12 maggio           | Operazione Beaver Cage                                | Operazione del 1º battaglione del 3º reggimento Marines contro forti posizioni Vietcong | 40 km a sud di Đà Nẵng                                                                               |
| 1 – 4 maggio                    | Operazione Fort Wayne                                 | Operazione search and destroy della 173ª brigata aviotrasportata | Provincia di Long Khánh                                                                              |
| 1 – 8 maggio                    | Operazione Lismore                                    | Operazione del 7º battaglione del Royal Australian Regiment | Provincia di Phuoc Tuy                                                                               |
| 2 – 3 maggio                    | Operazione Hop Tac XVI                                | Operazione search and destroy della 2ª brigata della 9ª divisione fanteria | Provincia di Dinh Tuong                                                                              |
| 3 – 7 maggio                    | Operazione Gulf                                       | Operazione search and destroy del 2º battaglione del 26º reggimento Marines | Provincia di Quang Nam                                                                               |
| 3 maggio – 7 giugno             | Operazione Leeton                                     | Operazione search and destroy del 7º battaglione del Royal Australian Regiment | Provincia di Phuoc Tuy                                                                               |
| 4 – 5 maggio                    | Operazione Lam Son 48                                 | Operazione della 1ª divisione ARVN | Province di Thua Thien e Quang Tri                                                                   |
| 10 – 12 maggio                  | Operazione Bowen                                      | Operazione search and destroy del 6º battaglione del Royal Australian Regiment | Vicino a Long Tan, Provincia di Phuoc Tuy                                                            |
| 11 maggio – 8 giugno            | Operazione Malheur I                                  | Operazione search and destroy della 1ª brigata della 101ª divisione aviotrasportata | Distretto di Duc Pho, provincia di Quang Ngai                                                        |
| 13 – 18 maggio                  | Operazione Ahina                                      | Operazione search and destroy della 25ª divisione fanteria, della 3ª brigata della 4ª divisione fanteria e della 1ª brigata della 9ª divisione fanteria | Binh Duong e provincia di Tay Ninh                                                                   |
| 13 maggio – 16 luglio           | Operazione Crickett                                   | Operazione search and destroy del 1º e 2º battaglione del 26º reggimento Marines | Provincia di Quang Tri                                                                               |
| 14 maggio – 7 dicembre          | Operazione Kole Kole                                  | Operazione search and destroy della 2ª brigata della 25ª divisione fanteria | Province di Binh Duong, Hau Nghia e Tay Ninh                                                         |
| 16 maggio – 28 giugno           | Operazione Bullard                                    | Operazione della MIKE Force | Zona tattica del II corpo                                                                            |
| 17 – 26 maggio                  | Operazione Dallas                                     | Operazione della 1ª brigata della 1ª divisione fanteria e del 1º squadrone dell'11º reggimento cavalleria corazzato | strada statale 16 vicino a Phu Loi                                                                   |
| 17 – 27 maggio                  | Operazione Thunder Dragon                             | Operazione search and destroy della 2nd Marine Brigade sudcoreana | Provincia di Quang Ngai                                                                              |
| 17 maggio – 7 dicembre          | Operazione Diamond Head                               | Operazione search and destroy della 3ª brigata della 25ª divisione fanteria | Piantagione di gomma Michelin, boschi di Ho Bo, province di Binh Duong e Tay Ninh                    |
| 18 – 28 maggio                  | Operazione Hickory                                    | Operazione del 3º battaglione del 4º reggimento Marines, del 2º battaglione del 9º reggimento Marines e del 2º battaglione del 26º reggimento Marines | Nord di Con Thien verso il fiume Ben Hai, provincia di Quang Tri                                     |
| 18 maggio – 7 dicembre          | Operazione Barking Ses                                | Operazione della 25ª divisione fanteria | Province di Hua Nghai e Binh Duong                                                                   |
| 18 maggio – 8 giugno            | Operazione Ashle                                      | Operazione del 5º reggimento cavalleria | Province di Biên Hòa e Long Khanh                                                                    |
| 18 – 23 maggio                  | Operazione Cincinnati                                 | Operazione della 173ª brigata aviotrasportata | Zona tattica del III corpo                                                                           |
| 18 – 26 maggio                  | Operazione Beau Charger                               | Operazione anfibia della 7ª flotta USA | Metà meridionale della DMZ nella zona del fiume Ben Hai                                              |
| 19 – 25 maggio                  | Operazione Duval                                      | Operazione search and destroy del 1º battaglione del 7º reggimento Marines e del 3º battaglione del 7º reggimento Marines | Provincia di Quang Nam                                                                               |
| 19 – 27 maggio                  | Operazione Lam Son 54                                 | Operazione della 1ª divisione ARVN lanciata in concomitanza con le operazioni Beau Charger e Hickory | strada statale 1 a nord di Gio Linh verso il fiume Ben Hai                                           |
| 19 maggio – 7 dicembre          | Operazione Waimea                                     | Operazione search and destroy della 1ª brigata della 25ª divisione fanteria nei boschi di Ho Bo e di Bo Loi, nella piantagione Filhol e nel triangolo di Ferro | Province di Binh Duong e Tay Ninh                                                                    |
| 21 maggio – 9 luglio            | Operazione Choctaw                                    | Operazione search and destroy del 1º battaglione del 3º reggimento Marines, del 1º e 2º battaglione del 4º reggimento Marines e del 3º battaglione del 12º reggimento Marines | Province di Quang Tri e Thua Thien-Hue                                                               |
| 25 maggio – 5 giugno            | Operazione Union II                                   | Operazione search and destroy del 1º, 2º e 3º battaglione del 5º reggimento Marines, del 1º e 2º battaglione del 7º reggimento Marines e del 6º reggimento ARVN per intrappolare il 3º e 21º reggimento nordvietnamita | Nord id Tam Kỳ, provincia di Quang Nam                                                               |
| 30 maggio – 6 giugno            | Operazione Tulsa                                      | Ricognizione in forze dell'11º reggimento cavalleria corazzato per mettere in sicurezza la cava di Gia Ray | strada statale 1 vicino a Suoi Cat                                                                   |
| 1º giugno – 2 luglio            | Operazione Cimarron                                   | Continuo dell'operazione Prairie IV | Provincia di Quang Tri                                                                               |
| 1º giugno – 25 luglio           | Operazione Coronado I                                 | Operazione della 9ª divisione fanteria vicino al canale di Rach Nui | Provincia di Dinh Tuong                                                                              |
| 1º giugno – 7 febbraio 1968     | Operazione Hop Tac                                    | Operazione search and destroy della 2ª e 3ª brigata della 9ª divisione fanteria | Provincia di Dinh Tuong                                                                              |
| 2 giugno                        | Operazione Lam Son 63                                 | Operazione della 1ª divisione ARVN | Province di Thua Thien e Quang Tri                                                                   |
| 3 giugno – 15 settembre         | Operazione Cumberle                                   | Operazione search and destroy del 1º battaglione del 4º reggimento Marines e del 3º battaglione del 12º reggimento Marines | Provincia di Thua Thien-Hue                                                                          |
| 5 – 7 giugno                    | Operazione Rocket                                     | Operazione search and destroy della 1ª brigata della 9ª divisione fanteria | Biên Hòa                                                                                             |
| 5 – 9 giugno                    | Operazione Bluefield                                  | Operazione search and destroy USA | Zona tattica del III corpo                                                                           |
| 6 – 7 giugno                    | Operazione Darwin                                     | Operazione search and destroy del 2º battaglione del Royal Australian Regiment | |
| 6 – 11 giugno                   | Operazione Colgate                                    | Operazione search and destroy del 1º battaglione del 3º reggimento Marines, del 3º battaglione del 12º reggimento Marines e del 2º e 3º battaglione del 26º reggimento Marines | Provincia di Thua Thien-Hue                                                                          |
| 6 – 13 giugno                   | Operazione Broken Hill                                | Operazione search and destroy del 7º battaglione del Royal Australian Regiment | Provincia di Phuoc Tuy                                                                               |
| 8 giugno – 2 agosto             | Operazione Malheur II                                 | Operazione search and destroy della 1ª brigata della 101ª divisione aviotrasportata vicino alla valle di Song Ne e alla base Vietcong 122 | Nord-ovest del distretto di Duc Pho, provincia di Quang Ngai                                         |
| 9 – 12 giugno                   | Operazione Butler                                     | Operazione search and destroy di ogni 1ª compagnia del 1º, 2º e 3º battaglione del 7º reggimento Marines | Provincia di Quang Nam                                                                               |
| 9 – 27 giugno                   | Operazione Akron I                                    | Ricognizione in forze dell'11º reggimento cavalleria corazzato per contrastare il 274º reggimento e la 5ª divisione VC | Strada statale 2                                                                                     |
| 10 – 25 giugno                  | Operazione Kawela                                     | Operazione search and destroy della 1ª brigata della 25ª divisione fanteria | Triangolo di Ferro, provincia di Binh Duong                                                          |
| 13 – 20 giugno                  | Operazione Great Bend                                 | Operazione search and destroy della 9ª divisione fanteria | Zona tattica del III corpo                                                                           |
| 13 – 26 giugno                  | Operazione Arizona                                    | Operazione search and destroy del 2º battaglione del 5º reggimento Marines, del 2º e 3º battaglione del 7º reggimento Marines e del 3º battaglione dell'11º reggimento Marines | Provincia di Quang Nam                                                                               |
| 15 – 21 giugno                  | Operazione Geraldton                                  | Operazione search and destroy del 2º battaglione del Royal Australian Regiment | Est di Dat Do, provincia di Phuoc Tuy                                                                |
| 15 – 24 giugno                  | Operazione Adair                                      | Operazione search and destroy del 1º e 3º battaglione del 5º reggimento Marines | Province di Quang Nam e Quang Tin                                                                    |
| 16 giugno – 12 ottobre          | Operazione Greeley                                    | Operazione search and destroy del 1º, 2º e 4º battaglione del 503º reggimento aviotrasportato, della 4ª divisione fanteria, del 1º battaglione del 12º reggimento fanteria, della 3ª brigata della 1ª divisione cavalleria, del 5º e 8º reggimento ARVN aviotrasportato e del 42º reggimento ARVN per contrastare l'accumulo di unità nordvietnamite | Dak To                                                                                               |
| 18 giugno – 2 luglio            | Operazione Beacon Torch                               | Operazione della 12ª divisione costiera USA | Est del fiume Truong Giang e sud-est della città di Hội An                                           |
| 19 giugno                       | Operazione Concordia                                  | Operazione della 2ª brigata della 9ª divisione fanteria | Provincia di Long An                                                                                 |
| 19 giugno                       | Operazione Cook                                       | Operazione search and destroy della 3ª brigata della 4ª divisione fanteria, della 1ª brigata della 101ª divisione aviotrasportata e della 196ª brigata fanteria | Provincia di Quang Ngai                                                                              |
| 19 – 20 giugno                  | Operazione Can Giuoc                                  | Operazione della 3ª brigata della 9ª divisione fanteria per mettere in sicurezza la strada statale 4 | Provincia di Long An ad ovest del distretto di Can Giuoc                                             |
| 19 – 23 giugno                  | Operazione Rhino                                      | Operazione search and destroy del 2º squadrone dell'11º reggimento cavalleria corazzato | |
| 20 giugno – 9 luglio            | Operazione Billings                                   | Operazione della 1ª divisione fanteria | Province di Binh Duong, Phuoc Long e Long Khánh                                                      |
| 21 – 30 giugno                  | Operazione Cooparoo                                   | Operazione search and destroy del 7º battaglione del Royal Australian Regiment e del 3º reggimento cavalleria australiano | Provincia di Phuoc Tuy                                                                               |
| 25 giugno – 1º luglio           | Operazione Calhoun                                    | Operazione search and destroy del 1º, 2º e 3º battaglione del 1º reggimento Marines, del 2º battaglione del 3º reggimento Marines, del 1º, 2º e 3º battaglione del 5º reggimento Marines e del 1º battaglione del 7º reggimento Marines | Province di Quang Nam e Quang Tin                                                                    |
| 2 – 14 luglio                   | Operazione Bear Claw                                  | Operazione della 3ª divisione Marines parte dell'Operazione Buffalo | Provincia di Quang Tri, vicino a Con Thien                                                           |
| 3 – 18 luglio                   | Operazione Bear Bite                                  | Assalto anfibio ed eliportato dei Marines | Vicino alla DMZ                                                                                      |
| 3 luglio – 7 aprile 1968        | Operazione Riley                                      | Operazione search and destroy della 1ª brigata della 9ª divisione fanteria e del Royal Thai Army Volunteer regiment | Biên Hòa e Provincia di Long Khánh                                                                   |
| 4 – 16 luglio                   | Operazione Beaver Track                               | Operazione search and destroy del 2º battaglione del 3º reggimento Marines | Vicino a Cam Lo                                                                                      |
| 5 – 9 luglio                    | Operazione Lion                                       | Operazione del 2º squadrone dell'11º reggimento cavalleria corazzato | |
| 6 - 12 luglio                   | Operazione Lake                                       | Operazione della 1ª brigata della 101ª divisione aviotrasportata | Provincia di Quang Ngai                                                                              |
| 6 luglio – 3 settembre          | Operazione March                                      | Operazione del 5th Special Forces Group nell'ambito del progetto OMEGA | Zona tattica del II corpo                                                                            |
| 7 – 14 luglio                   | Operazione Paddington                                 | Operazione search and destroy del 2º e 7º battaglione del Royal Australian Regiment, del 1º squadrone dell'11º reggimento cavalleria corazzato, della 2ª brigata della 9ª divisione fanteria e di elementi ARVN | Provincia di Phuoc Tuy                                                                               |
| 7 luglio – 3 agosto             | Operazione Coronado II/Operazione Son Thang 3         | Operazione search and destroy della MRF, della 9ª divisione fanteria, del 3º battaglione del 39º reggimento fanteria, della 7ª divisione ARVN e del 3º battaglione del 47º reggimento fanteria per aiutare la messa in sicurezza del campo base di Dong Tam                                                                                          | Provincia di Dinh Tuong, fiume My To                                                                 |
| 8 luglio – 28 agosto            | Operazione Akumu/Xay Duong 12-7                       | Operazione della 1ª brigata della 25ª divisione fanteria e del 7º reggimento ARVN | Provincia di Binh Duong                                                                              |
| 9 luglio – 26 agosto            | Operazione Hong Kil Dong                              | Operazione della Capital Division e della 9ª divisione fanteria sudcoreane | Provincia di Tuy Hoa                                                                                 |
| 10 luglio – 31 ottobre          | Operazione Fremont                                    | Operazione search and destroy del 1º e 2º battaglione del 3º reggimento Marines, del 1º e 2º battaglione del 4º reggimento Marines e del 3º battaglione del 26º reggimento Marines | Province di Quang Tri e Thua Thien-Hue                                                               |
| 12 – 15 luglio                  | Operazione Gem                                        | Operazione del 3º battaglione del 7º reggimento Marines | Provincia di Quang Nam                                                                               |
| 14 – 16 luglio                  | Operazione Hickory II                                 | Operazione search and destroy del 1º battaglione del 4º reggimento Marines e del 2º battaglione del 3º reggimento Marines per sgomberare fortificazioni e postazioni di artiglieria nemiche | Metà meridionale della DMZ                                                                           |
| 15 luglio                       | Operazione Goethals                                   | Operazione del 5th Special Forces Group della MIKE Force | Zona tattica del II corpo                                                                            |
| 16 luglio – 31 ottobre          | Operazione Kingfisher                                 | Operazione del 1º, 2º e 3º battaglione del 3º reggimento Marines, del 2º e 3º battaglione del 4º reggimento Marines, del 1º, 2º e 3º battaglione del 9º reggimento Marines e del 3º battaglione del 26º reggimento Marines | DMZ - Battaglia di Con Thien                                                                         |
| 17 luglio                       | Operazione Tiger Concordia VI                         | Operazione search and destroy fluviale del 3º battaglione del 47º reggimento fanteria | Provincia di Long An                                                                                 |
| 17 – 25 luglio                  | Operazione Beacon Torch                               | Operazione search and destroys anfibia del 2º battaglione del 3º reggimento Marines | Province di Quang Nam e Quang Tin                                                                    |
| 17 luglio – 31 ottobre          | Operazione Ardmore                                    | Operazione search and destroy del 1º battaglione del 13º reggimento Marines e del 1º e 3º battaglione del 26º reggimento Marines | Provincia di Quang Tri                                                                               |
| 19 luglio – 11 settembre        | Operazione Paul Bunyan                                | Operazione della 1ª divisione fanteria | |
| 20 – 24 luglio                  | Operazione Lam Son 87                                 | Operazione della 1ª divisione ARVN | Province di Thua Thien-Hue e Quang Tri                                                               |
| 20 – 26 luglio                  | Operazione Bear Chain/Fremont                         | Operazione del 2º battaglione del 3º reggimento Marines per ingaggiare l'806º battaglione VC | Zona della "Street Without Joy" ad est della strada statale 1 tra Quang Tri e Huế                    |
| 20 – 27 luglio                  | Operazione Pecos                                      | Operazione search and destroy del 1º battaglione del 7º reggimento Marines e del 3º battaglione dell'11º reggimento Marines | "Happy Valley", provincia di Quang Nam                                                               |
| 21 – 30 luglio                  | Operazione Beacon Guide                               | Operazione search and destroy del 1º battaglione del 3º reggimento Marines | 29 km a sud di Huế                                                                                   |
| 21 luglio – 2 agosto            | Operazione Emporia I                                  | Operazione dell'11º reggimento cavalleria corazzato per tendere un'imboscata al 1º battaglione del 274º e al 275º reggimento VC | Lungo la strada statale 20 da Gia Tan al fiume La Nga                                                |
| 24 – 25 luglio                  | Operazione Tiger Concordia VIII                       | Operazione search and destroy del 47º reggimento fanteria | Provincia di Long An                                                                                 |
| 24 – 25 luglio                  | Operazione Tiger Coronado VIII                        | Operazione search and destroy del 3º battaglione del 47º reggimento fanteria | Provincia di Long An                                                                                 |
| 27 – 29 luglio                  | Operazione Stockton                                   | Operazione search and destroy del 1º battaglione del 7º reggimento Marines | "Happy Valley", provincia di Quang Nam                                                               |
| 28 luglio – 1º agosto           | Operazione Tiger Coronado V                           | Operazione search and destroy del 3º battaglione del 47º reggimento fanteria | Provincia di Dinh Tuong                                                                              |
| 30 luglio                       | Operazione Winfield Scott                             | Operazione del 5th Special Forces Group della MIKE Force | Zona tattica del II corpo                                                                            |
| 1 – 3 agosto                    | Operazione Pike                                       | Operazione search and destroy della 1st Marine Division | Province di Quang Nam e Quang Tin                                                                    |
| 2 – 13 agosto                   | Operazione Hood River                                 | Operazione search and destroy della 1ª brigata della 101ª divisione aviotrasportata | Provincia di Quang Ngai                                                                              |
| 3 – 18 agosto                   | Operazione Emporia II                                 | Operazione dell'11º reggimento cavalleria corazzato, della 919ª compagnia genieri e del 52º battaglione Ranger ARVN | Strada statale 20 dal fiume di La Nga ai confini della Provincia di Long Khánh                       |
| 4 – 16 agosto                   | Operazione Ballarat                                   | Operazione del 7º battaglione del Royal Australian Regiment contro basi VC | Zona orientale di Hat Dich                                                                           |
| 5 – 9 agosto                    | Operazione Rush                                       | Operazione search and destroy del 2º battaglione del 4º reggimento Marines, 4º battaglione del 12º reggimento Marines e del 2º battaglione del 26º reggimento Marines | Provincia di Thua Thien-Hue                                                                          |
| 7 – 11 agosto                   | Operazione Beacon Gate                                | Operazione del 1º battaglione del 3º reggimento Marines | Province di Quang Nam e Quang Tin                                                                    |
| 11 – 28 agosto                  | Operazione Cochise                                    | Operazione search and destroy della 1ª divisione Marines inquadrata nella Task Force X-Ray, comprensiva del 1º battaglione del 3º reggimento Marines, del 1º e 3º battaglione del 5º reggimento Marines e del 2º battaglione dell'11º reggimento Marines                                                                                             | Province di Quang Nam e Quang Tin                                                                    |
| 12 agosto – 1º settembre        | Operazione Benton                                     | Operazione della 101ª divisione aviotrasportata e della 196ª brigata fanteria | Provincia di Quang Tin                                                                               |
| 14 – 16 agosto                  | Operazione Tiger Coronado III                         | Operazione search and destroy del 3º battaglione del 47º reggimento fanteria | Zona speciale di Rung Sat, Biên Hòa                                                                  |
| 20 agosto – 9 settembre         | Operazione Coronado IV                                | Operazione search and destroy della 2ª brigata MRF e della 9ª divisione fanteria | Provincia di Long An                                                                                 |
| 22 – 27 agosto                  | Operazione Akron II                                   | Operazione search and destroy della 9ª divisione fanteria | Provincia di Long Khanh                                                                              |
| 23 agosto                       | Operazione Tiger Coronado                             | Operazione search and destroy del 3º battaglione del 47º reggimento fanteria | Zona speciale di Rung Sat, provincia di Long An                                                      |
| 27 agosto – 5 settembre         | Operazione Yazoo                                      | Operazione search and destroy del 1º battaglione del 7º reggimento Marines e del 3º battaglione dell'11º reggimento Marines | "Happy Valley", provincia di Quang Nam                                                               |
| 27 agosto – 6 settembre         | Operazione Belt Drive                                 | Operazione search and destroy del 2º battaglione del 3º reggimento Marines | Fiume Nhung a sud di Quang Tri                                                                       |
| 27 agosto – 18 settembre        | Operazione Riley II                                   | Operazione search and destroy della 1ª brigata della 9ª divisione fanteria e del 3º squadrone del 5º reggimento cavalleria | Biên Hòa e Provincia di Phuoc Tuy                                                                    |
| 29 – 30 agosto                  | Operazione Tiger Coronado IV                          | Operazione search and destroy del 3º battaglione del 47º reggimento fanteria | Provincia di Long An                                                                                 |
| 31 agosto – 21 settembre        | Operazione Ainslie                                    | Operazione del 2º battaglione del Royal Australian Regiment e del Royal New Zealand Infantry Regiment per sgomberare un'area di rifornimento VC a nord della base della 1st Australian Task Force a Nui Dat | Provincia di Phuoc Tuy                                                                               |
| 1 – 3 settembre                 | Operazione Beacon Point                               | Assalto anfibio del 1º battaglione del 3º reggimento Marines | Zona della "Street Without Joy" ad est della strada statale 1 tra Quang Tri e Huế                    |
| 1 – 6 settembre                 | Operazione Valdosta I                                 | Operazione dell'11º reggimento cavalleria corazzato lungo la strada statale 1 | Provincia di Long Khánh                                                                              |
| 1 – 15 settembre                | Operazione Emporia IV                                 | Operazione dell'11º reggimento cavalleria corazzato | Strada statale 2                                                                                     |
| 1º settembre – 17 novembre      | Operazione Strike                                     | Operazione, seguita dall'operazione Manchester, del 4º battaglione del 39º reggimento fanteria e del 2º battaglione del 47º reggimento fanteria | Zona tattica del III corpo                                                                           |
| 4 – 15 settembre                | Operazione Swift                                      | Operazione search and destroy della Task Force X-Ray: 1º e 3º battaglione del 5º reggimento Marines, 2º battaglione dell'11º reggimento Marines, 21º e 37º battaglione Ranger ARVN, 3º battaglione del 4º reggimento ARVN e 6º reggimento ARVN | Valle di Que Son, province di Quang Nam e Quang Tin                                                  |
| 5 settembre – 30 ottobre        | Operazione Dragon Fire                                | Operazione della 2nd Marine Brigade sudcoreana | Provincia di Quang Ngai                                                                              |
| 8 settembre – 1º giugno 1968    | Operazione Muscle Shoals                              | Nome in codice provvisorio dell'operazione Igloo White | |
| 11 settembre                    | Operazione Corral                                     | Operazione del 2º battaglione del 39º reggimento fanteria e del 720º battaglione polizia militare | Biên Hòa                                                                                             |
| 11 settembre – 25 novembre      | Operazione Wheeler                                    | Operazione search and destroy della 1ª brigata della 101ª divisione aviotrasportata e del 2º squadrone dell'11º reggimento cavalleria corazzato. Rafforzata dall'operazione Wallowa l'11 novembre 1967 | Provincia di Quang Tin                                                                               |
| 11 settembre – 11 novembre 1968 | Operazione Wheeler/Wallowa                            | Serie di operazioni della Task Force Oregon (in origine composta dalla 196ª brigata fanteria, dalla 1ª brigata della 101ª divisione aviotrasportata e dalla 3ª brigata della 4ª divisione fanteria, poi ricostituita con la 23rd Infantry Division inglobante la 196ª, 198ª e 11ª brigata fanteria                                                   | Valle di Nui Luc Son, province di Quang Nam e Quang Tin                                              |
| 12 settembre – 10 ottobre       | Operazione Coronado V                                 | Operazione della 9ª divisione fanteria | Province di Kien Hoa e Dinh Tuong                                                                    |
| 12 settembre – 31 ottobre       | Operazione Neutralize                                 | Operazione dell'USAF e dell'US Navy contro le postazioni di artiglieria NVA attive nella battaglia di Con Thien | DMZ                                                                                                  |
| 15 – 21 settembre               | Operazione Arkansas City I                            | Ricognizione in forze dell'11º reggimento cavalleria corazzato per localizzare e distruggere il 274º reggimento VC | Autostrada n° 2                                                                                      |
| 16 – 28 settembre               | Operazione Ballistic Charge                           | Operazione del 1º battaglione del 3º reggimento Marines | Quang Nam e provincia di Quang Tin                                                                   |
| 17 settembre                    | Operazione Fortress Sentry                            | Operazione search and destroy anfibia ed eliportata del 2º battaglione del 3º reggimento Marines | Provincia di Quang Tri                                                                               |
| 19 settembre – 31 gennaio 1969  | Operazione Bolling                                    | Operazione della 1ª divisione cavalleria e della 173ª brigata aviotrasportata | Provincia di Phu Yen                                                                                 |
| 22 – 28 settembre               | Operazione Richmond                                   | Operazione del 3º squadrone dell'11º reggimento cavalleria corazzato | Lungo la strada statale 20, provincia di Long Khánh                                                  |
| 22 – 29 settembre               | Operazione Shelbyville                                | Operazione search and destroy del 2º battaglione del 1º reggimento Marines, 1º battaglione del 3º reggimento Marines, 3º battaglione del 5º reggimento Marines e del 1º battaglione dell'11º reggimento Marines | Provincia di Quang Nam                                                                               |
| 23 – 28 settembre               | Operazione Bluefield II                               | Operazione search and destroy della 1ª divisione fanteria | Zona tattica del III corpo                                                                           |
| 24 settembre – 9 ottobre        | Operazione Arkansas City II                           | Operazione search and destroy dell'11º reggimento cavalleria corazzato | Provincia di Phuoc Tuy                                                                               |
| 26 settembre – 21 ottobre       | Operazione Akron III                                  | Operazione search and destroy della 1ª brigata della 9ª divisione fanteria | Biên Hòa                                                                                             |
| 27 settembre – 19 novembre      | Operazione Sheneoah II                                | Operazione della 1ª divisione fanteria nella provincia di Binh Guong estesa poi alla zona di Loc Ninh (provincia di Binh Long) dopo gli attacchi NVA/VC del 29 ottobre 1967 | Province di Bing Guong e Binh Long                                                                   |
| 29 settembre – 11 ottobre       | Operazione Kenmore                                    | Operazione search and destroy del 2º e 7º battaglione del Royal Australian Regiment | Provincia di Phuoc Tuy                                                                               |
| Ottobre – dicembre              | Operazione Night Bolt                                 | Piano dell'US Navy per affondare un proprio sottomarino in modo da bloccare il canale di Haiphong | Haiphong                                                                                             |
| 1º ottobre – 8 febbraio 1968    | Operazione Dazzlem                                    | Operazione search and destroy della 1ª divisione cavalleria (1º ottobre 1967 – 17 gennaio 1968) e della 173ª brigata aviotrasportata (17 gennaio – 8 febbraio 68) | Provincia di Binh Dinh                                                                               |
| 4 ottobre – 11 novembre         | Operazione Wallowa                                    | Operazione search and destroy della 23ª divisione fanteria e della 3ª brigata della 1ª divisione cavalleria | Province di Quang Nam e Quang Tin                                                                    |
| 10 – 20 ottobre                 | Operazione Lam Son 138                                | Operazione condotta in parallelo all'operazione Medina da due battaglioni della 1ª divisione ARVN | Foresta di Hai Lang, province di Quang Tri e Thua Thien-Hue                                          |
| 10 – 20 ottobre                 | Operazione Medina                                     | Operazione del 1º e 2º battaglione del 1º reggimento Marines, del 1º battaglione del 3º reggimento Marines, del 1º battaglione del 4º reggimento Marines, del 1º battaglione dell'11º reggimento Marines e di due battaglioni della 1ª divisione ARVN                                                                                                | Foresta di Hai Lang                                                                                  |
| 11 – 20 ottobre                 | Operazione Bastion Hill                               | Operazione search and destroy del 1º e 2º battaglione del 1º reggimento Marines, del 1º battaglione del 3º reggimento Marines, del 1º battaglione del 4º reggimento Marines e del 1º battaglione dell'11º reggimento Marines | Province di Quang Tri e Thua Thien-Hue                                                               |
| 11 – 20 ottobre                 | Operazione Coronado VI                                | Operazione search and destroy della 2ª brigata MRF e della 9ª divisione fanteria | Zona tattica del III corpo                                                                           |
| 12 ottobre - 31 gennaio 1969    | Operazione MacArthur                                  | Operazione compresa nella battaglia di Dak To eseguita dalla 4ª divisione fanteria, dalla 1ª divisione cavalleria, dalla 173ª brigata aviotrasportata, dal 42º reggimento ARVN e dal 3º battaglione aviotrasportato ARVN | Alture occidentali di Pleiku e della provincia di Kon Tums                                           |
| 14 ottobre                      | Operazione Lard Yar                                   | Operazione del Royal Thai Army Volunteer Regiment | Zona tattica del III corpo                                                                           |
| 15 – 17 ottobre                 | Operazione Onslow                                     | Operazione search and destroy del 1º battaglione del 5º reggimento Marines e del 2º battaglione Ranger ARVN | Provincia di Quang Nam                                                                               |
| 15 ottobre – 31 dicembre        | Operazione Boudinot                                   | Operazione del 5th Special Forces Group, 27th MSF Company (27ª compagnia della Mobile Strike Force) e di civili armati sudvietnamiti | Provincia di Dak Lak                                                                                 |
| 17 – 20 ottobre                 | Operazione Don Ched I                                 | Operazione search and destroy del 4º battaglione del 39º reggimento fanteria e del Royal Thai Army Volunteer Regiment | Zona tattica del III corpo                                                                           |
| 17 – 24 ottobre                 | Operazione Formation Leader                           | Operazione search and destroy anfibia ed eliportata del 2º battaglione del 3º reggimento Marines | Regione costiera ad est della strada statale 1, Provincia di Thua Thien-Hue                          |
| 17 ottobre – 1º novembre        | Operazione Sheneoah I                                 | Operazione della 1ª brigata della 1ª divisione fanteria | Area di Lai Khe-An Loc-Dau Tieng                                                                     |
| 20 – 23 ottobre                 | Operazione Valdosta II                                | Operazione dell'11º reggimento cavalleria corazzato | Zona centrale della provincia di Long Khánh                                                          |
| 20 ottobre – 20 gennaio 1968    | Operazione Osceola                                    | Operazione search and destroy del 1º battaglione del 1º reggimento Marines e del 1º battaglione del 3º reggimento Marines | Foresta di Hai Lang, provincia di Quang Tri                                                          |
| 20 ottobre – 7 aprile 1968      | Operazione Narasuan                                   | Operazione search and destroy della 9ª divisione fanteria e del Royal Thai Army Volunteer Regiment | Biên Hòa                                                                                             |
| 21 ottobre – 1º novembre        | Operazione Coronado VII                               | Operazione search and destroy della 9ª divisione fanteria | Zona tattica del III corpo                                                                           |
| 24 ottobre – 4 novembre         | Operazione Knox                                       | Operazione del 2º battaglione del 3º reggimento Marines e del 3º battaglione dell'11º reggimento Marines | Provincia di Thua Thien-Hue                                                                          |
| 25 ottobre – 6 novembre         | Operazione Granite                                    | Operazione del 1º battaglione del 3º reggimento Marines e del 1º battaglione del 4º reggimento Marines | Provincia di Thua Thien-Hue                                                                          |
| 27 ottobre – 18 novembre        | Operazione Santa Fe                                   | Operazione search and destroy del 2º e 7º battaglione del Royal Australian Regiment e dello squadrone "A" del 3º reggimento cavalleria australiano | Provincia di Phuoc Tuy                                                                               |
| Novembre                        | Operazione Eagle Thrust                               | Spostamenti della 101ª divisione aviotrasportata nel Vietnam del Sud | |
| 1º novembre – 18 gennaio 1968   | Operazione Coronado IX                                | Operazione della 9ª divisione fanteria, della Task Force 117 dell'US Navy e del 5º battaglione dei Marines sudvietnamiti | Province di Kien Hoa e Dinh Tuong                                                                    |
| 1º novembre – 20 gennaio 1968   | Operazione Lancaster I                                | Operazione search and destroy del 1º battaglione del 1º reggimento Marines, del 3º battaglione del 3º reggimento Marines e del 2º e 3º battaglione del 9º reggimento Marines | Strada statale 9 tra Cam Lo e area della vecchia operazione Kingfisher attorno Ca Lu                 |
| 1º novembre – 20 gennaio 1968   | Operazione Neosho I                                   | Operazione del 1º battaglione del 4º reggimento Marines, del 1º battaglione del 9º reggimento Marines, del 3º battaglione del 12º reggimento Marines e del 3º battaglione del 26º reggimento Marines | Nord-ovest di Huế                                                                                    |
| 1º novembre – 31 marzo 1968     | Operazione Scotle                                     | Operazione comprendente la battaglia di Khe Sanh condotta dal 1º battaglione del 9º reggimento Marines, dal 1º battaglione del 13º reggimento Marines e dal 1º, 2º e 3º battaglione del 26º reggimento Marines. L'operazione terminò con l'inizio dell'operazione Pegasus                                                                            | Porzione occidentale della provincia di Quang Tri, principalmente zona di Khe Sanh                   |
| 1º novembre – 28 febbraio 1968  | Operazione Kentucky                                   | Operazioni anti-infiltrazioni del 1º e 2º battaglione del 1º reggimento Marines, del 1º, 2º e 3º battaglione del 3º reggimento Marines, del 1º, 2º e 3º battaglione del 4º reggimento Marines, del 1º, 2º e 3º battaglione del 9º reggimento Marines, del 1º e 2º battaglione del 26º reggimento Marines e del 3º battaglione corazzato              | Leatherneck Square tra Battaglia di Con Thien, Gio Linh, Cam Lo e Dong Ha                            |
| 2 novembre – 5 gennaio 1968     | Operazione Santa Fe (1967-68)                         | Operazione della 1ª brigata della 9ª divisione fanteria, dell'11º reggimento cavalleria corazzato, del 2º e 7º battaglione del Royal Australian Regiment e del 2º battaglione del 43º reggimento fanteria ARVN per aprire la strada statale 1 | Da Gia Ray ad Ham Tan                                                                                |
| 5 novembre – 29 febbraio 1968   | Operazione Napoleon                                   | Operazione del 3º battaglione del 1º reggimento Marines, 1º battaglione del 3º reggimento Marines e 1st Amphibian Tractor Battalion | Nord del fiume Cua Viet, zona di Dong Ha                                                             |
| 6 – 17 novembre                 | Operazione Essex                                      | Operazione search and destroy del 2º e 3º battaglione del 5º reggimento Marines | Provincia di Quang Nam                                                                               |
| 11 – 30 novembre                | Operazione Rose                                       | Operazione search and destroy del 3º battaglione del 506º reggimento aviotrasportato | Province di Binh Thuan e Ninh Thuan                                                                  |
| 13 – 29 novembre                | Operazione Badger Hunt                                | Operazione search and destroy del 2º battaglione del 3º reggimento Marines | Distretto di Dai Loc, provincia di Quang Nam                                                         |
| 13 – 30 novembre                | Operazione Foster                                     | Operazione search and destroy del 2º battaglione del 3º reggimento Marines, 3º battaglione del 7º reggimento Marines e del 3º battaglione dell'11º reggimento Marines | Provincia di Quang Nam                                                                               |
| 16 – 24 novembre                | Operazione Kien Giang 9-1                             | Operazione congiunta tra Mobile Riverine Force (MRF), 2ª e 3ª brigata della 9ª divisione fanteria, 7ª divisione ARVN, 9ª divisione ARVN, 5º battaglione del Republic of Vietnam Marine Corps e Task Force 117 dell'US Navy contro il 236º e 514º battaglione Vietcong                                                                                | Provincia di Dinh Tuong                                                                              |
| 17 – 21 novembre                | Operazione Cove                                       | Operazione del 1º battaglione del 4º reggimento Marines, 3º battaglione del 12º reggimento Marines e del 2º e 3º battaglione del 26º reggimento Marines | Provincia di Thua Thien-Hue                                                                          |
| 17 novembre – 17 dicembre       | Operazione Strike/Operazione Uniontown                | Operazione della 9ª divisione fanteria e della 199ª brigata fanteria | Biên Hòa                                                                                             |
| 18 novembre – 23 dicembre       | Operazione Atlanta II                                 | Operazione search and destroy della 2ª e 3ª brigata della 25ª divisione fanteria e della 5ª divisione ARVN | Province di Binh Duong e Hau Nghia                                                                   |
| 23 novembre – 5 gennaio 1968    | Operazione Forrest                                    | Confische di riso da parte del 2º battaglione del Royal Australian Regiment, 7º battaglione del Royal Australian Regiment e del 3º reggimento cavalleria australiano | Ovest, est e sud-est della base di Nui Dat                                                           |
| 24 – 27 novembre                | Operazione Ballistic Arch                             | Assalto anfibio ed eliportato del 1º battaglione del 3º reggimento Marines | 7 km a sud della DMZ nella provincia di Quang Tri                                                    |
| 1 – 17 dicembre                 | Operazione Uniontown                                  | Operazione della 199ª brigata fanteria | |
| 1 – 23 dicembre                 | Operazione Sultan                                     | Operazione delle forze speciali dell'esercito USA inclusa nel progetto DELTA | Zona tattica del II corpo                                                                            |
| 1º – 8 gennaio 1968             | Operazione Klamath Falls                              | Operazione search and destroy della 1ª brigata della 101ª divisione aviotrasportata e del 2º squadrone del 7º reggimento cavalleria | Province di Binh Thuan, Binh Tuy e Lam Dong                                                          |
| 3 – 5 dicembre                  | Operazione Binh Son Support                           | Operazione della 198ª brigata fanteria | Vicino a Chu Lai                                                                                     |
| 4 – 5 dicembre                  | Operazione Tiger Coronado IX                          | Operazione search and destroy condotta lungo i fiumi dal 3º battaglione del 47º reggimento fanteria | Provincia di Dinh Tuong                                                                              |
| 4 – 21 dicembre                 | Operazione Quicksilver                                | Operazione lungo l'autostrada dell'11º reggimento cavalleria corazzato per permettere lo spostamento della 101ª divisione aviotrasportata | Tra il distretto di Ben Cat e Phuoc Vinh                                                             |
| 5 – 12 dicembre                 | Operazione Pitt                                       | Operazione search and destroy del 2º battaglione del 7º reggimento Marines | Provincia di Quang Nam                                                                               |
| 8 dicembre – 24 febbraio 1968   | Operazione Yellowstone                                | Operazione search and destroy della 25ª divisione fanteria, 2º battaglione del 22º reggimento fanteria e dell'11º reggimento cavalleria corazzato | Provincia di Tay Ninh, lungo il confine cambogiano                                                   |
| 8 dicembre – 11 marzo 1968      | Operazione Saratoga                                   | Operazione della 25ª divisione fanteria lungo il confine cambogiano | Binh Duong, Già Dinh, Hau Nghia, e provincia di Tay Ninh                                             |
| 14 dicembre – 20 gennaio 1968   | Operazione Brush                                      | Operazione del 5th Special Forces Group e della MIKE Force | Confine tra la zona tattica del II corpo e la zona tattica del III corpo                             |
| 15 – 23 dicembre                | Operazione Citrus                                     | Operazione search and destroy del 3º battaglione del 7º reggimento Marines | Provincia di Quang Nam                                                                               |
| 16 – 31 dicembre                | Operazione Camden                                     | Operazione search and destroy del 3º battaglione della 25ª divisione fanteria e del 49º reggimento ARVN | Hau Nghia e provincia di Tay Ninh                                                                    |
| 17 dicembre – 31 gennaio 1968   | Operazione Mang Ho IX                                 | Operazione search and destroy della Capital Division sudcoreana | Provincia di Binh Dinh                                                                               |
| 17 dicembre – 17 febbraio 1968  | Operazione Manchester                                 | Operazione search and destroy della 199ª brigata fanteria e della 3ª brigata della 101ª divisione aviotrasportata | Biên Hòa, Binh Duong, provincia di Long Khánh e provincia di Phuoc Long                              |
| 17 dicembre – 8 marzo 1968      | Operazione Uniontown                                  | Operazione della 199ª brigata fanteria, 3ª brigata della 101ª divisione aviotrasportata e dell'11º reggimento cavalleria corazzato per ostacolare l'offensiva del Têt | Biên Hòa e provincia di Gia Định                                                                     |
| 18 – 23 dicembre                | Operazione Warm Springs                               | Operazione search and destroy della 199ª brigata fanteria; ridesignata operazione Uniontown il 23 dicembre 1967 | Zona tattica del III corpo                                                                           |
| 18 dicembre – 5 gennaio 1968    | Operazione Hall                                       | Operazione del 5th Special Forces Group | Sud-ovest della Baia di Cam Ranh                                                                     |
| 19 – 31 dicembre                | Operazione Sylvester                                  | Ricognizione del 5th Special Forces Group e di civili armati sudvietnamiti del distretto di Vân Canh | sud-ovest di Quy Nhơn                                                                                |
| 19 dicembre – 10 giugno 1968    | Operazione Muscatine                                  | Operazione della 3ª brigata della 4ª divisione fanteria, 11ª brigata fanteria e 198ª brigata fanteria | Provincia di Quang Ngai                                                                              |
| 21 – 24 dicembre                | Operazione Fortress Ridge                             | Operazione del 3º battaglione del 1º reggimento Marines | Costa del distretto di Gio Linh, 7 km a sud della DMZ                                                |
| 26 dicembre                     | Operazione Lam Son 166                                | Operazione della 1ª divisione ARVN contro l'816º battaglione Vietcong | Province di Thua Thien e di Quang Tri                                                                |
| 26 dicembre – 2 gennaio 1968    | Operazione Badger Tooth                               | Operazione search and destroy del 3º battaglione del 1º reggimento Marines | Province di Quang Tri e Thua Thien-Hue                                                               |
| 26 dicembre – 21 gennaio 1968   | Operazione Fargo                                      | Operazione dell'11º reggimento cavalleria corazzato contro i reggimenti 271, 272 e 273 Vietcong per aprire la strada statale 13 da An Loc a Loc Ninh e per prevenire infiltrazioni dalla Cambogia | |
| 28 dicembre – 3 gennaio 1968    | Operazione Auburn II                                  | Operazione del 5º reggimento Marines | Sud di Đà Nẵng, e on Go Noi                                                                          |